# Pepe Reyes Cup 2019
La 19ª edizione della Pepe Reyes Cup si è svolta l'11 agosto 2019 al Victoria Stadium di Gibilterra tra il Lincoln Red Imps, vincitore della Premier Division 2018-2019 (Gibilterra), e l'Europa FC, vincitrice della Rock Cup 2018-2019.

## Tabellino
| Arbitro: | Barcelo |

|  |           |           |
|  | Marcatori | 3’ Walker |